# Анна Хлавата-Покорна
Анна Хлавата-Покорна (чеськ. Anna Hlavatá-Pokorná, до шлюбу — Хлавата; 24 лютого 1889, Чиїце — 22 жовтня 1961, Прага) — чеська вчителька, перекладачка, директор школи, профспілкова діячка, соціальна працівниця, редакторка, видавниця, суфражистка та феміністка. Вчителька та засновниця Молодіжного легіону, клубу дозвілля в празьких Голешовіцях, де-факто першого жіночого товариства в Чехословаччині. Співпрацювала з провідними діячками руху за емансипацію чеських жінок свого часу, такими як Аліса Масарикова.

## Життєпис

### Ранні роки
Народилася поблизу Їчина в родині чеського мельника. Бувши емансипованою дівчиною, вирішила стати вчителькою, закінчила учительський інститут. Працювала вчителькою в дитячих садках і державних школах, у 1914 році почала працювати в Державному жіночому вчительському інституті у Празі вчителькою-практиканткою, де пропрацювала десять років. Одружилася з Гуго Покорні.

### Юнацький легіон
Після створення Чехословаччини співпрацювала з Алісією Масариковою, донькою президента Т. Г. Масарика та співзасновницею Чехословацького Червоного Хреста, за підтримки якої заснувала Молодіжний легіон у 1919 році в празькому Голешовіце. Це була перша сучасна організація, яка намагалася систематично працювати з бездомною молоддю чи сиротами після Першої світової війни. Організація організовувала дозвілля. Наприклад, побудувала дитячий майданчик, і водночас намагалася прищепити ідеали взаємної рівності, справедливості та позитивного ставлення до молодої республіки. За взірець брали й чехословацьких легіонерів. Також Хлавата-Покорна працювала у сфері запобігання злочинності та запровадила уроки статевого виховання. У 1922 році Молодіжний легіон придбав власну нову будівлю на вулиці Плинарні в Голешовіце. У наступні роки інститут відвідувало майже 200 юнаків віком від 10 років. У Празі подібною діяльністю займався також духовний і соціальний діяч Пршемисл Піттер.

### Після 1938 року
Після створення так званої Другої Республіки Хлавата-Покорна змушена була залишити своє місто. Після окупації Чехословаччини армією нацистської Німеччини, встановлення протекторату Богемії та Моравії та початку Другої світової війни вона брала участь в антинацистському опорі. У 1939 році інститут припинив своє існування. Однак у 1943 році її заарештувало гестапо. Анну Хлавату-Покорну було засуджено та ув'язнено в концентраційному таборі.
Після закінчення війни вона повернулася до Праги й цілком присвятила себе лекціям.

### Смерть
Анна Главата-Покорна померла 22 жовтня 1961 року у Празі, коли її було 72 роки.